# 中村友梨香
中村 友梨香（なかむら ゆりか、1986年4月1日 - ）は、日本の陸上競技（長距離走・マラソン）元選手。

## 来歴・人物
京都府福知山市生まれ。出生後1年間福知山で過ごしたが、その後父親の仕事の都合で兵庫県に転居した。そのため、出身地登録を兵庫県西宮市としている。身長165cm、体重49kg。
兵庫県立西宮高等学校時代は当初は目立った選手ではなかったが、上級生のスカウトに来た天満屋の武冨豊監督に素質を見出され、全国レベルの大会に出場経験がある。

### 高校卒業後 - 北京五輪
県立西宮高校卒業時には両親から大学進学を勧められたが、奇しくも同高校の5年先輩でもある坂本直子に憧れて天満屋入社を決意した。現在は天満屋女子陸上競技部に所属、チームOGにはシドニーオリンピック7位入賞の山口衛里らがいる。入社後は全日本実業団対抗女子駅伝などの大会に出場、着実に実力アップを図って来た。
2008年3月9日に施行された名古屋国際女子マラソンに、初マラソンながら国内招待選手として出場。シドニーオリンピック金メダリストの高橋尚子を初め、アテネオリンピック7位入賞の坂本直子や、五輪3大会連続代表の弘山晴美など並み居る日本女子の有力選手が次々に優勝争いから脱落する中、中村はゴールまで残り10Km付近から先頭に立ちロングスパートを開始すると、誰も中村についていけなくなった。その後は中村の独走状態となり、同じく初マラソンで2位だった尾崎好美に28秒の差をつけ、2時間25分台（自己ベスト記録）でいきなりフルマラソン初優勝を果たした。
その後、中村と同じ天満屋所属の2年先輩で同年1月開催の大阪国際女子マラソンで日本人トップの2位に入った森本友と、同年8月開催の北京オリンピック女子マラソン日本代表を争う形式となる。中村のゴールタイムは森本よりも17秒下回ったが、自ら仕掛けて勝ちに行ったレース内容と、及び国内選考会での優勝が評価されて、名古屋国際女子マラソン翌日の3月10日に、土佐礼子・野口みずきと共に、北京五輪女子マラソンの日本代表選手に初めて選出された。
同年8月17日、北京五輪女子マラソン本番レースに出場。野口が本番前に欠場を表明、土佐が25Km付近で途中棄権する中、日本女子選手では中村だけがただ一人完走した。しかし28Km手前で優勝・メダル争いから脱落、天満屋の先輩二人（山口・坂本）に続く8位以内の入賞も果たせず、2時間30分台の13位に終わった（女子マラソンでは1992年バルセロナ五輪から、2004年アテネ五輪まで続いた日本代表のメダル・入賞は、4大会連続でストップ）。

### 北京五輪後 - ロンドン五輪前
2009年はマラソン出走を封印し、駅伝競走・トラックレースをメインに出場。2009年6月27日の日本陸上選手権女子5000mでは初優勝を果たし、同年8月開催の世界陸上ベルリン大会へ長距離走代表に選出された。その8日後の同年7月5日には、札幌国際ハーフマラソンに出場。世界陸上ベルリン大会女子マラソン代表組（渋井陽子、藤永佳子、加納由理）との同走となるも、前週の日本選手権の好調を維持して、1時間9分20秒の自己ベストタイムで初優勝した。
同年8月15日の世界陸上ベルリン大会女子10000m決勝では、先行するレーススタイルで最後まで粘り、7位入賞を果たした（福士加代子は9位、佐伯由香里は20位）。世界陸上で日本女子長距離走代表の入賞は、1999年世界陸上セビリア大会女子10000mの弘山晴美（4位）と高橋千恵美（5位）の二人同時入賞以来10年ぶりである。又8月19日の同大会の女子5000m予選を通過し、8月22日の女子5000m決勝では12位ながらも自己ベスト記録をマークした（小林祐梨子は決勝11位）。
同年10月11日の世界ハーフマラソン選手権は、1時間10分19秒の記録で日本女子トップの12位（団体では日本女子は4位）に入った。
2010年1月17日に行われた第28回全国都道府県対抗女子駅伝では、岡山県チームの9区・アンカーで出場。区間記録では福士加代子（青森県チーム）に及ばなかったものの、1位を死守して岡山県チームの初優勝に貢献した（また同回の岡山県チームは、前年実業団対抗女子駅伝2位の天満屋と、高校女子駅伝2位の興譲館高校ら強豪メンバーが揃っていた。なお岡山県チームの監督は山口衛里）。
同年4月19日、北京五輪以来1年8か月ぶりのマラソンとなるボストンマラソンに出走したが、レース中盤の20Km付近で先頭集団から遅れ、7位に留まった。同年7月4日の札幌国際ハーフマラソンでは2連覇を目指したものの、優勝した加納由理に遠く及ばず1時間17分03秒の28位に終わった。
同年12月19日開催の第30回全日本実業団対抗女子駅伝大会では、天満屋チームとしてエース区間の3区・10Kmに出場（区間順位6位・32分08秒）。3区終了時点は5位だったが、その後5区の重友梨佐が区間首位の好走で逆転に成功、アンカーの浦田佳小里も区間1位の快走を見せ、天満屋チームの悲願だった同実業団女子駅伝の初優勝を達成した。
2011年3月11日に起こった東日本大震災により、同年3月13日にエントリーしていた名古屋国際女子マラソンが中止に。約1か月後、同年4月17日のロンドンマラソンに出走したが、序盤の10Km付近で日本選手らの第二集団から早々遅れ初め、結局記録・順位共にワーストの31位に終わった。

### 現役引退
その後のレースでも、北京五輪前後の好調な走りが影を潜めスランプ状態が続いた。2012年8月開催予定のロンドンオリンピックへ、二大会連続の女子マラソン日本五輪代表選出を目指していたが、練習時の調子が上がらないため、国内選考会3レース（横浜・大阪・名古屋）に一度も出場することなく、ロンドン五輪女子マラソン日本代表入りを断念した。
2013年1月13日、第31回全国都道府県対抗女子駅伝に岡山県チームで7区・4Km（区間順位35位・13分26秒、全体10位）に出場したのが、公式レースとして最後となった。翌2014年3月10日、現役引退を発表。
引退後は天満屋倉敷店で一般社員として勤務していたが、2015年に退職。その後一度は陸上競技から離れたが、北京五輪男子4×100mリレー・銀メダリストの朝原宣治の誘いを受け、朝原が主宰する陸上競技クラブ『NOBY T&F CLUB』のコーチとして陸上界に復帰し、ジュニア世代の指導に当たっている。

## 自己記録
- 3000m 9分14秒28（2008年5月 中国実業団選手権 優勝）
- 5000m 15分13秒01（2009年8月 世界陸上ベルリン大会 12位）
- 10000m 31分31秒95（2008年4月 兵庫リレーカーニバル 3位）
- ハーフマラソン 1時間9分20秒（2009年7月 札幌国際ハーフマラソン 優勝）
- マラソン 2時間25分51秒（2008年3月 名古屋国際女子マラソン 優勝）

## マラソン全成績
| 年月       | 大会                         | 順位 | 記録          | 備考                                     |
| ---------- | ---------------------------- | ---- | ------------- | ---------------------------------------- |
| 2008年03月 | 名古屋国際女子マラソン       | 優勝 | 2時間25分51秒 | 初マラソン・北京五輪選考レース・自己記録 |
| 2008年08月 | 北京オリンピック女子マラソン | 13位 | 2時間30分19秒 | 日本女子代表で唯一の完走者               |
| 2010年04月 | ボストンマラソン             | 7位  | 2時間30分40秒 |                                          |
| 2011年04月 | ロンドンマラソン             | 31位 | 2時間41分22秒 | 世界陸上大邱大会選考レース               |